# Cerro Galán
El Cerro Galán, también llamado volcán Galán, es  una caldera volcánica con un domo resurgente que forma un cerro en su interior ubicado en el departamento Antofagasta de la Sierra, provincia de Catamarca, Argentina.

## Toponimia
Su nombre proviene del quechua "Kkala": "desnudo", por la ausencia de toda vegetación.

## Datos de interés
Es una caldera volcánica. Su boca mide 45 km de norte a sur y 24 km de este a oeste.
Es resultado de una erupción formadora de caldera  ocurrida hace 2 millones 200 mil años que se encuentra erosionada en su mayor parte.
La ignimbrita del Cerro Galán es bastante homogénea y tiene alto contenido en cristales en general. La erupción alcanzó grandes dimensiones con bastante rapidez sin dar tiempo a que se formara columna de erupción o unidades de flujo excepto en algunos lugares; estos flujos fueron relativamente lentos y tenían poca capacidad para pasar por encima de obstáculos o mover rocas. Sin embargo, se extendieron a grandes distancias ya que la zona había sido previamente devastada en la etapa anterior que formó las capas de ignimbrita de Troconquis y todavía estaba caliente cuando se detuvo.
La piedra pómez es escasa y generalmente solo está presente en pequeños fragmentos, los fragmentos líticos son igualmente poco comunes excepto en la base del depósito, por otro lado, las Estructuras de Fiammes (cristales de roca generalmente de unos pocos milímetros o centímetros que se encuentran en algunas rocas volcánicas, Ignimbrita básicamente) son bastante comunes especialmente en aquellos lugares en los que la ignimbrita cruzó los valles de los ríos mostrando diversos grados de soldadura.
En general se expulsaron 650 km³ de magma riodacítico dando a la erupción del Galán un IEV de 7 convirtiéndola en una de las más grandes conocidas.
La actividad más reciente del Cerro Galán fue de naturaleza sísmica y vulcanismo máfico hacia el W.
Su identificación como caldera volcánica se realizó por medio de fotografías satelitales, ya que desde tierra no se puede debido a sus dimensiones.
Sus paredes alcanzan los 5000 m de altitud y el pico central 5912 m (IGM), mientras que su fondo está a 4000 m de altura. En él se encuentra la Laguna Diamante, que al estar protegida de los vientos por las paredes es refugio de flamencos y patos.
En el extremo sur se encuentran las termas de La cocha, y al norte las de Agua caliente. Allí nace el río Aguas calientes, que 20 km. más adelante se denomina Los patos, principal afluente del Salar del Hombre Muerto.

## Santuario de altura
En su cumbre hay tres pircas de piedra, y en ellas fueron encontradas evidencias de la presencia de los incas en Argentina, tales como estatuillas hechas en plata y en valva spondylus.
El volcán Galán y su entorno, especialmente debido a las colonias de flamencos que habitan en los cuerpos de agua salada y a su singular biodiversidad, se encuentran actualmente dentro de una amplia región (1.228.175 ha) designada en 2009 como Sitio Ramsar - Humedal de Importancia Internacional "Lagunas Altoandinas y Puneñas de Catamarca". Como tal, integra el listado oficial de la Convención Ramsar con sede en Gland, Suiza. Información detallada en: https://rsis.ramsar.org/es/ris/1865

## Accesos
Se puede alcanzar en vehículos 4×4, partiendo de Antofagasta de la Sierra o desde el pequeño poblado de El Peñón, Catamarca, donde puede encontrarse alojamiento en un confortable y moderno hotel construido con gruesas paredes de adobe (allí es posible contactar a guías locales capacitados, ya que no es posible llegar a la boca del volcán Galán sin su ayuda, dado que no hay caminos visibles si no se conoce la zona).